# Ard van Peppen
Ard van Peppen (Delft, 26 giugno 1985) è un ex calciatore olandese, di origini indonesiane, di ruolo difensore.